# Van Halen (album)
A Van Halen a Van Halen nevű amerikai hard rock/heavy metal együttes bemutatkozó albuma 1978-ból. A leghíresebb bemutatkozó albumok között tartják számon.
Eddie Van Halen innovatív gitárstílusa már itt megmutatkozott, például az Eruptionban, amely egy hosszú gitárszóló. Még ennél is figyelemreméltóbb volt a technikai újítások sora. Ez az egyik albumuk, amely tízmilliónál több példányszámban kelt el Amerikában. A Rolling Stone magazin 2003-as Minden idők 500 legjobb albumának listáján a 415. helyre sorolták, míg 2020-ban 292. volt. Szerepel továbbá az 1001 lemez, amit hallanod kell, mielőtt meghalsz című könyvben.

## Az album dalai
| 1. | Runnin' with the Devil    | Eddie Van Halen, Alex Van Halen, Michael Anthony, David Lee Roth | 3:36 |
| 2. | Eruption (instrumentális) | E. Van Halen, A. Van Halen, Anthony, Roth                        | 1:43 |
| 3. | You Really Got Me         | Ray Davies                                                       | 2:38 |
| 4. | Ain't Talkin' 'bout Love  | E. Van Halen, A. Van Halen, Anthony, Roth                        | 3:50 |
| 5. | I'm the One               | E. Van Halen, A. Van Halen, Anthony, Roth                        | 3:47 |

| 1. | Jamie's Cryin'         | E. Van Halen, A. Van Halen, Anthony, Roth | 3:31 |
| 2. | Atomic Punk            | E. Van Halen, A. Van Halen, Anthony, Roth | 3:02 |
| 3. | Feel Your Love Tonight | E. Van Halen, A. Van Halen, Anthony, Roth | 3:43 |
| 4. | Little Dreamer         | E. Van Halen, A. Van Halen, Anthony, Roth | 3:23 |
| 5. | Ice Cream Man          | John Brim                                 | 3:20 |
| 6. | On Fire                | E. Van Halen, A. Van Halen, Anthony, Roth | 3:01 |

## Közreműködők
- David Lee Roth – ének, akusztikus gitár az Ice Cream Man-en (jelölve mint David Roth)
- Eddie Van Halen – gitár, háttérvokál
- Michael Anthony – basszusgitár, háttérvokál
- Alex Van Halen – dob